# Эрнст (курфюрст Саксонии)
Эрнст (нем. Ernst; 24 марта 1441, Мейсен — 26 августа 1486) — курфюрст Саксонский с 7 сентября 1464 года, старший сын курфюрста Фридриха II Кроткого, основатель Эрнестинской линии Веттинов.

## Биография
Четырнадцати лет от роду вместе со своим братом Альбрехтом был похищен рыцарем Кунцем фон Кауфунгеном в ходе так называемого «Похищения саксонских принцев» из замка Альтенбург, но спасся.
В 1464 году наследовал отцу в курфюршеском достоинстве. Земли, полученные от отца обоими братьями, не были ещё разделены, и Эрнст управлял и Мейсеном, и Тюрингией. Благодаря расположению своих владений между Австрией, Чехией и Польшей, Эрнст являлся естественным посредником между этими государствами и пользовался любой возможностью для увеличения своих земель — он подчинил своей власти Кведлинбург, Эрфурт и Хальберштадт.
После смерти своего дяди, ландграфа тюрингенского Вильгельма III, в 1482 году, Эрнст присоединил к своим владениям его земли. Это вызвало недовольствие его брата Альбрехта, и спор закончился разделом Саксонии между обоими братьями 11 ноября 1485 года. Эрнст получил Тюрингию и стал основателем Эрнестинской линии. Альбрехт получил Мейсен и основал Альбертинскую линию.
Меньше чем через год после разделения владений, Эрнст умер в городе Кольдиц, вследствие неудачного падения с лошади.

## Семья
В 1460 году женился на Елизавете Баварской (1442—1484), дети:
- Кристина (1461—1521), с 1478 года замужем за датским королём Иоганном
- Фридрих (1463—1525), будущий курфюрст Саксонии Фридрих Мудрый
- Альбрехт (1464—1484), архиепископ Майнцский с 1482 года
- Эрнест (1466—1513), архиепископ Магдебургский и администратор Гальберштадта с 1476 года, епископ Падеборнский с 1479 года
- Иоганн (1468—1532), будущий курфюрст Саксонии Иоганн Твёрдый
- Вольфганг (ум. в детстве)
- Маргарита (1470—1528), с 1487 года замужем за герцогом Генрихом Брауншвейг-Люнебургским (1468—1532)

Эрнсту наследовал сын его Фридрих III Мудрый.